# 第149師団 (日本軍)
第149師団（だいひゃくよんじゅうきゅうしだん）は、大日本帝国陸軍の師団の一つ。

## 沿革
1945年（昭和20年）に入り、関東軍は南方へ兵力の過半数を引き抜かれていたが満州居留邦人15万名、在郷軍人25万名を「根こそぎ動員」、さらに中国戦線から4個歩兵師団を戻してなんとか74万人の兵員を調達した。さらに以前関東軍特種演習により本土から輸送させた戦車200輌、航空機200機、火砲1000門も健在であった。
しかし兵員の半数以上は訓練不足、日ソ中立条約違反を想定していなかった関東軍首脳部の混乱、物質不足（砲弾は約1200発ほどで、航空部隊のほとんどが戦闘未経験者。また小銃が行き渡らない兵士だけでも10万名以上）のため事実上の戦力は30万名程度だったといわれている。
同年7月、第149師団は「根こそぎ動員」の際に第5国境守備隊、第6国境守備隊、第7国境守備隊を基幹に編成された。第149師団は第4軍に編入され、チチハルに所在し陣地構築を実施していた。同年8月9日のソ連対日参戦を受け、第4軍司令部と共にハルビンに移動し、ソ連軍の侵攻に備えたが停戦となった。
第149師団隸下の歩兵第388連隊は、突如何の理由であろうか所属部隊が第125師団に変更されて吉林省通化へ移駐し、その代わり第125師団の歩兵第274連隊が師団に編入された。
第149師団のほか、第134・第135・第136・第137・第138・第139・第148師団が同時に編成された。

## 師団概要

### 歴代師団長
- 佐々木到一 予備役中将：1945年（昭和20年）7月16日 - 終戦[1]

### 参謀長
- 印南清 大佐：1945年（昭和20年）7月16日 - 終戦[2]

### 最終司令部構成
- 参謀長：印南清大佐

### 最終所属部隊
- 歩兵第274連隊（広島）：宮岸初次大佐
- 歩兵第386連隊（満州）：近藤毅夫大佐
- 歩兵第387連隊（満州）：真方信雄少佐
- 野砲兵第149連隊
- 第149師団挺進大隊：露木甚助大尉
- 第149師団通信隊
- 第149師団兵器勤務隊
- 第149師団病馬廠